# 신후담
신후담(愼後聃, 1702년 2월 8일 ~ 1761년 11월 24일)은 조선시대 후기의 문신, 실학자, 성리학자이자 철학자, 소설가이다. 본관은 거창(居昌)이고 자(字)는 이로(耳老), 연로(淵老), 호는 하빈(河濱), 돈와(遯窩), 금화자(金華子)이다. 박세흥(朴世興), 성호 이익(李瀷)의 문인이다.
성호 이익의 문하에서 수학하다가, 1723년(경종 3) 진사시에 합격했지만 이후 과거를 단념하고 학문 연구와 후학 양성에 몰두하였다. 그는 유학 뿐만이 아니라 도가(道家), 불가(佛家), 병가(兵家) 사상에도 통달하여 100여권에 달하는 수많은 저서를 남겼는데, 특히 그는 《칠극 (七克)》, 《직방외기 (職方外紀)》, 《천주실의》, 《영언여작》(靈言蠡勺)등과 같은 한역서학서(漢譯西學書)가 우리나라에 들어오자, 이 책들을 통독하여 《서학변 (西學辨)》을 저술하고 이들 서적들에 내포된 천주교리에 대해 하나하나 논평을 가하였다. 또한 삼봉 정도전의 《불씨잡변》을 참고하여 천주교의 영혼, 사후 세계를 비판하였다. 서학변을 비롯한 100여 편의 저서 작품을 남겼고, 소설도 썼다.
그는 그리스도교나 불교의 사후세계관 모두 실체하지 않는 존재로 백성들을 혹세무민하고 협박한다고 보았다. 일찍이 순암 안정복과 함께 성호학파 가운데 가장 독보적으로 학문적 일가(一家)를 이룬 것으로 인정받은 인물이다. 안정복, 이헌경(李獻慶) 등과 함께 공서파 남인의 태두가 되었다. 100여 권의 저서를 남겼다.

## 생애

### 출생과 가계
1702년 2월 8일 경기도 교하군 교하(현, 경기도 파주시 교하동)에서 태어났으며, 일설에는 한양 낙선방(樂善坊)의 외갓집에서 태어났다 한다. 부원군 신승선과 신도공 신수근의 후손으로, 아버지는 현감으로 증 예조참판 겸 제학에 추증된 신구중(愼龜重)이고, 어머니는 허목과 윤휴의 문인인 이서우(李瑞雨)의 손녀이며 참봉 이정관(李正觀)의 딸 우계이씨(羽溪李氏)이다. 국조인물지에 의하면 그가 태어날 때 어머니 우계이씨가 검은 말(驪馬)이 집에 들어오는 꿈을 꾸고 그를 낳았다(夢驪馬入室而有 身而生) 한다.
아버지 신구중은 통덕랑(通德郞)으로 1727년의 증광문과에 병과로 급제하여 종묘서령, 현감을 거쳐 병조좌랑에 이르렀다. 아버지 신구중은 신승선의 둘째 형인 신승복의 7대손 신지일의 아들이지만 아들이 없는 16촌 아저씨 신휘오의 양자로 입양되었다.
경기도 교하 출신이었으나, 어느 시점에 한성부로 상경하였다. 한성부로 상경한 시점은 알려져 있지 않으나, 승정원일기 영조 15년 3월 14일자 기사에는 집은 교하로 나타나고, 사마방목의 진사시 합격 기록에는 거주지가 경(京, 서울)으로 나타난다.
호는 이로(耳老)였다가 말년에 연로(淵老)로 고쳤으며, 호는 하빈(河濱), 돈와(遯窩), 금화자(金華子), 하빈 노인(河濱老人) 등의 별호가 있다. 그의 아호 하빈노인은 교하(交河)에 산다 하여 하빈 노인(河濱老人)이라 했다 한다.
그의 누이 중 1명은 윤씨와 결혼했으나 일찍 죽자, 신후담은 그의 어린 딸 넷을 데려와서 길러 늦지 않게 결혼시켰고, 다른 매부(妹夫)는 가난하고 병이 있으며 의지할 데가 없는 이가 있자, 그를 데려와 함께 살았다. 그는 또한 선조의 행적을 찾아 빠짐없이 기술하여 〈숭인록(崇仁錄)〉이라 이름 짓고, 방계(傍系)의 일가(一家)로서 특별한 행적이 있는 사람에 대해서도 조사, 기록하여 상고할 수 있게 하였다.

### 생애 초반
당색으로는 남인으로, 그의 집안은 권대운 가문과 교류가 잦은 청남파였다. 5세 때에 글을 배우기 시작하여 6세 때부터 박세흥(朴世興)을 선생으로 모시고 수학하였다. 10세 때에는 《사략》과 통감(通鑑)을 다 읽고 그 내용을 이해하였으며, 12세 때에는 불교의 《능엄경》을 읽고 잘 이해하였다고 한다. 뒤에 이익(李瀷)의 문인이 되어 허목, 유형원, 이서우 이익으로 이어지는 학맥을 계승하였으며, 순암 안정복에게는 동문수학한 선배였다.
12세 되던 해에 어려운 책이라도 읽을 수 있게 되고, 주변에서 능엄경(楞嚴經)을 가져다주자 구두(句讀)를 떼고, 척계광의 책 《병학지남(兵學指南)》을 누군가에게 받아서 직접 베껴 쓰기도 하였다. 
청소년기에 이르러 처음에는 노장사상(老莊思想)에 심취하였으나 17세 때 《성리대전 (性理大全)》을 읽게 되면서부터 성리학으로 기울었다. 그 뒤 허목과 송시열 등의 저서를 모두 탐독했는데 허목의 사상에 호의를 보이게 되고, 이는 그의 문하인 이익에게 수학하면서 실학으로 옮겨가는 계기가 된다. 아버지 신구중에게서 글을 배웠는데, 그로부터 종증조부 신무에게 배운 학문과 한강 정구, 여헌 장현광의 학문을 접하였다. 신무는 관설 허후에게 수학했고, 허후는 정구의 문인이자, 장현광의 문인이었다. 나중에는 다시 성호 이익을 찾아가 그의 문하에서도 학문을 배웠다. 이익의 문하에서 안정복을 만나 그와도 가깝게 지냈다.

### 성리학, 실학 수학
일찍이 이익을 만나 그의 문하에서 수학하였으며, 1723년(경종 3년) 증광과의 진사시에 합격하였으나 이후 관직에 나가지 않고 성리학 연구와 후학 양성에 몰두하였다. 그 뒤 성균관에 들어가 성균관 유생으로 수학하다가 다시 23세 때 스승인 이익을 찾아 그 문하에서 공부하기 시작하였고 이후로는 그의 학통을 이었다.
그는 스승 이익으로부터 천주교사상의 존재를 접하고 이것이 만만치 않은 사상임을 들어 경계할 것을 당부받았다. 이익의 제자였으나 그보다 10년 연하의 후배 제자인 안정복만큼 스승의 주목을 받지는 못하였다. 이후 《칠극》(七克)·《천주실의》 등 한역서학서(漢譯西學書)가 들어오자 그 책들을 통독하였다. 그밖에도 그는 성서를 완독하였고, 천주교 관련 서적인 영언려작, 천주실의, 직방외기 등도 모두 읽어 완독하였다. 그는 그리스도교 비판 중에 영혼의 존재를 말하는 영언려작을 제일 먼저 다루면서 그리스도교 교리를 비판하기도 했다.
23세에 그는 정도전의 《불씨잡변》을 본받아 천주교와 하느님관에 대한 반박론인 《서학변 (西學辨)》을 저술하였다. 그는 이 책을 집필하기 전 천문략(天問略), 곤여도설(坤輿圖說), 영언여작, 천주실의, 직방외기 등의 서적들을 탐독하였고, 서학변을 짓기로 작심했을 때 다시 한번 이 책들을 탐독하고 이를 철저히 검토하였다. 또한 그는 한자로 번역된 구약성서와 신약성서를 구해서 내용을 검토하였다. 그의《서학변》에 의하면 현실의 삶도 알지 못하면서 사후세계를 어떻게 재단하느냐는 것과 인간에게 죄를 짓고도 인간에게 용서를 구하지 않고 하느님/하나님만 믿으면 모든 죄가 사라지느냐는 등의 반론을 담고 있다.
1723년(경종 3년) 진사시에 '우감온공비(寓感溫公碑)'라는 시로서 진사시에 합격하였으나, 이후 과거 시험을 단념하고 학문 연구에 힘을 쏟았다. 그해 성균관에 들어가 성균진사가 되었다. 1725년 무렵 그는 건강이 나빠져 잠시 책에서 진리를 탐구하는 것을 되도록 삼가하고 요양하였다. 반면 일상생활의 실천윤리에 힘을 쓰는 계기로 삼고 《소학》에 관심을 가지게 된 뒤 <소학차의>(小學箚疑)를 저술하였다.
그는 그리스도교의 영혼 불멸론, 사후세계를 허황된 교리이며 불교의 사상을 짜깁기한 것, 협박이자 혹세무민으로 보았다. 불교의 교리를 차용했으면서도 불교를 비판한다며 기독교를 비판하였다. 그는 성호 이익의 문하에서 수학할 때 천주교에 대한 것도 접하였다. 특히 1724년에는 이익에게 편지를 주고받으며 보낸 문답에서 마테오 리치의 인물됨됨이를 이익에게 물어보기도 했다. 신후담이 서태(마테오 리치)의 인물됨을 묻자 성호 이익은 "이 사람의 학문은 소홀히 할 수는 없는 것이다. 비록 그가 저술한 문자로서 천주실의와 천학정종 등 여러 서적을 보면, 비록 그의 도가 우리 유교와 반드시 합치되지는 알지 못하겠으나, 그 도에 나아가 그것이 도달하는 바를 논한다면, 그 또한 성인이라 할 수 있다."고 답하였다. 또한, 그는 평소 이익이 관심을 두었던 역사학과 지리학에도 몰두했다.
이익의 제자들 중에는 서학을 사학 邪學으로 몰아 내치는 부류가 있었던 반면, 학문적인 관심에서 이를 신앙으로 받아들이려는 부류도 있었다. 이익의 제자인 신후담과 안정복은 천주교의 천지창조설과 영혼불멸설을 비판하면서 서학을 강력히 내쳤으나, 홍유한·권철신·정약전·이벽 등은 천진암 등에서 강학회를 할 정도로 매료되어 끝내 천주교에 귀의했다.

### 학문, 저술 활동
이후로도 신후담은 이익을 찾아가거나 편지를 통해 의심스러운 부분을 확인하거나 유교 경전 해석, 사물 등에 대한 의견을 주고받았다. 그는 건강이 회복되자 1728년(영조 4)부터 다시 활발한 연구와 저술활동에 들어갔다. 그러나 그해 그의 외증조부 이서우의 서자인 이익관, 이순관, 서(庶)대이모부 민관효 등이 이인좌의 난에 가담했다가 처형당하고, 그의 외종조부 이홍관 역시 연좌제에 의해 참형당하였으므로 관직에 나갈 것을 단념하고 이익의 문하에 출입하며 학문을 연구했다.
그는 이익을 찾아가거나 편지를 통하여 의심나는 분야를 물어서 반드시 확인하였고, 새로운 지식도 얻으면서 주로 《중용》과 《역경》의 연구에 힘썼고 기존 학자들들의 연구와 해석 등도 확인, 검토하였다. 1734년 그동안 4년 동안 연구해온 《주역》에 자신의 새로운 견해를 붙인 《주역상신편》(周易象新編) 7권을 완성하였고, 1742년에는 《중용》에 주해를 단 《중용해》(中庸解)를 저술하였다. 그는 《중용》이나 《역경》을 연구해온 결과, 장절(章節)에 대해서는 주자와 견해를 달리하였다. 노론에서는 즉시 그를 이단, 사문난적으로 몰려고 하였다. 결국 그는 벼슬에는 뜻을 두지 않고 오직 학문연구와 저술활동에만 몰두하였다.
이익의 문하에 출입하면서 서양의 신문물과 과학문명과 서양 의술, 천주교 등에 대한 정보를 접하게 되었다. 생애 후반에는 과학 문명, 의술 정보보다 그리스도교에 대한 비판과 오류 비판에 심혈을 기울였다. 그밖에도 손자병법 등 병가(兵家) 서적도 틈틈이 탐독하여 병가 쪽 지식도 있었다.
1739년 영조가 단경왕후의 후손 중 관직에 있는 이를 챙길 때 그의 아버지 신구중이 군직에 임명되었다가, 군직에 붙이는 일을 중단하게 하고 사마시에 응시중이던 그를 특별히 면담하였다. 그해 단경왕후의 친정아버지이자 신후담의 8대조 익창군 신수근이 영조의 특명으로 복권되자, 이를 기념하여 이 일과 관련되어 말하여진 영조의 발언과 백성들의 송덕(頌德)을 뽑아서 합하여 한 권의 책으로 만들고, 책 이름을 《소은(昭恩)》이라 하였다.
1742년 단경왕후의 사적을 기록, 정리한 《온릉지(溫陵誌)》 2권을 편찬하였다. 그해 6월 28일 아버지 종묘령(宗廟令) 신귀중(愼龜重)을 통해 승정원도승지 이익정(李益炡)에게 제출하여 영조에게 올렸다.

### 부친상과 투옥, 석방
1744년 부친상을 당했다. 상중이던 1745년(영조 21년) 10월 10일 이익관, 이순관에 연관된 외삼촌 이색(李穡)이 나주 괘서 사건으로 의금부에서 형문을 받던 중 사망하였다. 신후담은 이색의 시신을 거두어 장례를 치렀다가 소환, 한성부 숙장문에서 영조의 친국 국문을 받았다. 나주 괘서 사건의 가담자로 지목받은 이색은 자신은 가담하지 않았다며 부인하다가 고문을 받던 중 사망한다. 이색의 시신을 거둬서 장사를 치른 일로, 그도 이때 괘서 사건 관련자 권두령(權斗齡)과 접촉 여부를 추궁당했다. 그러나 의금부 조사에서 단지 자신의 외삼촌이기 때문에 장례를 치뤘을 뿐이라 답하여, 별다른 처벌이나 불이익은 받지 않았다. 
이때 신후담은 고향에 있었고, 동생 신후함(愼後咸)이 권두령(權斗齡)을 만난 일로 [[[서인]] 사간원사간 윤지태(尹志泰) 등의 탄핵을 받고 원지로 유배되었다.
1745년 겨울 다시 체포되어 국문을 당했으나 별 혐의점이 없어 풀려났다. 1747년 아버지의 삼년상을 마친 뒤 호서(湖西)의 성리학자들을 방문했다가 조령(鳥嶺)을 넘어가, 포헌 권덕수(逋軒 權德秀), 병곡 권구(屛谷 權榘), 눌은 이광정(訥隱 李光庭), 강좌 권만(江左權萬), 청벽 이수연(靑壁 李守淵) 등을 방문하여, 성리설(性理說)과 도에 대해 토론하기도 하고 고금 인물의 처신과 잘잘못에 대해 토론하였다. 다시 집으로 돌아와 괘시도설(卦蓍圖說)을 지었으며, 팔괘도(八卦圖)에 속한 설이 모두 28개이고 시도(蓍圖)에 속한 설이 모두 16개였다. 그림들 아래에 모두 논평하는 글을 달았고 또 그 아래에 〈서괘별의(序卦別義)〉를 지어 부록으로 붙였으며 상(上)ㆍ하(下) 편(編)으로 만들었다.

### 천주교에 대한 시각
18세기 전반에 이익이 천주실의의 발문을 쓰며 관심을 표명한 이후, 이익의 제자들이 본격적으로 논의하기에 이르렀다. 그러나 이익은 천주교의 중심 교리에 대해서는 비판적이어도 부분적으로 취할 점도 있다고 본 데 반해, 신후담과 안정복 등 공서파(功西派)는 천주교에 대해 좀더 철저한 비판적 태도를 취했다. 마테오 리치가 보이는 보유론은 유교인을 끌어들여 결국은 유교의 정신을 부정하게 만들려는 포교 정책에 지나지 않는다고 판단했기 때문이며, 신후담은 이를 다음과 같이 표현했다.
| “ | 서학은 우리의 도(道)에 대해 겉으로는 돕는 척하고는 속으로는 배척한 것이다. | ” |

그는 서학을 사학(邪學)이라고 단정하고 유학(儒學)을 옹호하였다. 지각(知覺)의 기(氣)와 추상적인 형태의 형기(形氣)의 기는 같지 않으며, 기수(氣隨)의 기는 심(心)에 속하고 기발(氣發)의 기는 형기에 속한다고 하였다. 또 공리(公理)상의 칠정(七情)·인심(人心)도 역시 도심(道心)이라는 공희노리발설(公喜怒理發說)을 주장하였다. 이 설은 스승 이익의 조카인 이병휴(李秉休)가 믿고 따랐는데, 이 때문에 윤동규(尹東奎)와 이병휴 사이에 20여 년 간의 쟁변(爭辨)이 있었고, 이병휴와 신서파 사이에서 갈등이 벌어지기도 했다.

### 생애 후반
신후담은 학문을 하는 것이 자신의 이익이나 천국 가려는 목적으로 학문을 연구하고 공부한다면 이 것은 진리를 탐구하는 사람으로서의 자질 부족, 진리를 탐구하려는 자의 자세가 아니라 보았다. 그는 학문을 공부하는 데는 어떤 이익이나 편견을 구함이 없어야 된다고 지적하였다. 그는 천주교 비판을 통해서 진심으로 배우고자 한다면 사사로운 이익을 생각하지 말고 그 학문부터 먼저 생각할 것을 주문한다.
| “ | 지금, 천국에 올라가는 복을 구하고자 학문을 한다면 그 학문하는 의도가 완전히 이익에서 나온 것이라서 그것이 참되지 못함이 클 것이다 今者, 欲求飛天之福, 而爲格物之學(금자 욕구비천지복 이위격물지학) 則此其爲學之意 全出於利(즉차기위학지의 전출어리) 而其爲不誠大矣(이기위불성대의) | ” |

그는 학문을 공부하는데 있어서 학문 연구나 공부가 목적이 아니고 어떤 이익을 바라고 공부한다면, 이것은 참된 공부가 아니라고 지적했다. 그는 기복신앙에 대한 비판 및 학문, 지식을 독점하고 그것으로 이익을 챙기려는 것에 대해 진짜 학문을 하는 학자의 행동이 아니라고 보았다.
그는 자신도 후학, 문하생을 양성하고 가르치면서도 성호 이익의 문하를 계속 출입하거나 편지서신을 주고받으며 자문을 구하였고, 단경왕후의 친정 후손으로 단경왕후와 단경왕후릉인 온릉의 사적과 기록을 담은 《온릉지 (溫陵誌)》 2권을 편찬, 정리하기도 했다. 만년에는 서당을 짓고 그 역시 후학 양성과 학문 연구에 진력하였다. 그의 문인들은 안정복의 문인들, 이헌경의 문인들과 함께 남인 공서파를 형성하게 된다.
안정복만큼 인정받지는 못하였으나 스승 이익으로부터는 학문 연구의 자세와 재주를 높이 평가받았다. 1756년(영조 32)에 조모상을 당했고, 그해 가례차의(家禮箚疑), 상제예설(喪祭禮說)을 간행하였다. 1760년 어머니 이씨 상을 당했으며, 상중에 기력이 쇠약해져 병을 얻어 1761년 11월 24일에 정침에서 사망하였다. 유언으로 검소하게 장례를 치르라고 명하여 염(殮)에 심의(深衣)와 치포관(緇布冠)을 입혀 장사하였다. 아들 이맹휴의 죽음에 연이어 그마저 세상을 떠나자 이익의 상심은 컸다고 한다. 그의 나이 향년 59세였다.

### 사후
시신은 경기도 용인군 수진면(水眞面, 현 경기도 용인시 수지구 동천동) 손곡 계좌(蓀谷 癸坐)에 매장되었다가 2020년 5월23일 그의 아버지가 모셔져있는 경기도 파주시 광탄면 발랑리 의 금병산에 자리한 용강공묘역으로 이장하였다. 스승인 성호 이익보다 먼저 사망하여, 성호 이익이 그의 묘비문을 지었다.
후일 그의 후손의 요청으로 향산 이만도(響山 李晩燾)가 행장을 썼다. 신후담의 행장은 《향산집(響山集)》 권16에 수록되어 있다.
그의 문하생들과 순암 안정복의 문인들은 남인 내 천주교에 비판적이고 공격적인 공서파를 형성하였다. 이들은 노론에 의해 신서파 남인이 숙청당한 뒤에도 조선 말까지 정치세력으로 남아 있었지만 그 힘은 미약하였다.
그는 소설에도 필재(筆才)가 뛰어나 《속 열선전》(續列仙傳), 《태평유기》(太平遺記), 《홍장전》(紅粧傳)등 한문 소설을 남기었고, 그 밖에 주요 저서로는 《하빈집》(河濱集), 《역통의》(易通義) 등이 있다.

## 영향력
그는 이익의 대를 이은 일세의 석학으로 많은 영향을 후세에 끼쳤는데, 특히 그의 서학서에 대한 비판은 장차 천주교에 대한 배척의 논리적 근거를 제시해 주는 결과를 가져왔다.
이황을 이은 남인의 맥은 허목을 거쳐 이익, 신후담, 안정복 등으로 이어졌었다.

## 저서

### 저서
- 《하빈문집》(河濱文集)
- 《서학변》(西學辨)
- 《상사신편》(象辭新篇)
- 《역통의》(易通義)
- 《온릉지》(溫陵誌)

### 편저
- 《내교》(內敎)
- 《유의》(幼儀)
- 《소은》(昭恩)

### 소설
- 《속열선전》(續列仙傳)
- 《태평유기》(太平遺記)
- 《금화외편》(金華外篇)
- 《남흥기사》(南興記事)
- 《김화외전》(金華外傳)
- 《홍장전》(紅粧傳), 강릉부사가 경포대 뱃놀이에 선녀같이 꾸민 홍장을 보내 안렴사 박신(朴信)을 유혹하게 했다는 사연을 소재로 한 팩션소설
- 《용왕기》(龍王記)

## 사상과 신념

### 기독교 비판
초기에는 스승 이익의 문하에서 서양의 신문물과 과학문명과 서양 의술 정보를 접하였다. 그러나 이후에는 과학 문명, 의술 정보보다 그리스도교에 대한 정보도 접하면서 그리스도교 비판과 오류 비판에 심혈을 기울였다. 그는 각종 천주교 관련 서적 외에도 성서의 한자 번역본을 입수해서 내용을 분석했다.
《서학변》에서 신후담이 우려하고 있는 바는, '서학이 유학의 정신을 부정한다는 것은 당시 사회윤리와 정치의 사상적 기반을 부정한다는 것이며, 결국 한 문화의 뿌리를 뽑아놓겠다는 것이다.'라고 본 것이다. 공서파들은 천주교 포교가 갖는 정치적 함의에 매우 민감했던 사람들이다.
'그들이 가르치고 배우는 것은 오로지 천상의 복일 뿐이다. ..... 이것은 윤리를 경멸하고 도리를 어기며 사사로운 이익을 찾는 데 머무르는 것이니, 어찌 심히 미워하지 않을 수 있겠는가.'라며 공리공담으로 평하였다. 이어 그는 '오호라, 이른바 배운다는 사람이 지성(至誠)을 근본으로 삼지 않고 먼저 이익을 구하는 마음이 있다면, 이는 군자라고 할 수 없다.'는 것이 그의 지론이었다. 그는 기독교의 교리를 사회를 부정하고 흔드는게 목적이라보 봤다.
그는 하나님이 인간을 사랑한다는 것도 편견이고, 사람 따라 달라지는 편애라고 주장했다. 그는 "천주된 자가 널리 천하의 모든 인간을 사랑하지 못하고, 그 중에서 사사롭게 사랑함이 있어서 혹은 은총을 내려 주기도 하고 혹은 내리지 않기도 하는 것이다."라고 하여, 누구에게나 주어지는 공우(公祐)가 아니라 특정한 사람들에게만 주어지는 특우(特祐)로서 천상의 참된 복을 받을 수 있게 된다면, 그것은 천주가 편벽되어 공평하지 못한 존재임을 드러내는 것이라고 비판했다.

#### 기독교 비판의 원인
안자경은 그의 기독교 비판 원인을 종교가 갖는 정치적 목적을 파악했기 때문으로 보았다. '천주교의 중심 교리인 원죄설, 천당지옥설, 처녀잉태설, 신 강림설, 예수부활설 등에 대해서는 이익이나 신후담이나 안정복이 모두 비판적이었다. 그럼에도 불구하고 이익은 천주교로부터 배울 것이 있다고 보며 이단에 대해서 허용적이고 호의적이었던 데 반해, 천주교를 공부한 신후담이나 안정복은 천주교에 대해 극히 비판적이었던 까닭은 무엇일까? 이는 종교와 정치의 관련성에 대한 관념이 서로 달랐기 때문이라고 본다.'는 것이다. 한우근은 천주교에 대한 이익의 허용적 입장을 다음과 같이 설명한다. "그러한 입장은 현실적으로 국민의 생활이 ...... 극도의 곤궁에 달하게 되는 그 이유가 정치의 잘못에 있는 것이지 이단의 폐해 때문은 아니라"고 보았다는 것이다. 이에 반해 신후담과 안정복은 철학이나 종교가 갖는 정치적 함의를 제대로 간파한 것이라고 볼 수 있다.

### 영혼, 사후세계에 대한 비판
천주교와 하느님관에 대한 반박론인 《서학변》에 의하면 현실의 삶도 알지 못하면서 사후세계를 어떻게 재단하느냐는 것과 인간에게 죄를 짓고도 하느님만 믿으면 모든 죄가 사라지는가에 의문을 제기하였다.
신후담은 그리스도교의 영혼불멸설이 이 세상에서 고통스럽고 수고로움과 죽어서 땅에 묻히는 근심을 말한다고 보았다. 그는 영혼과 사후세계를 사람들을 현혹시키는 거짓 궤변으로 규정하였다.
신후담은 천주실의를 읽어본 뒤 그리스도교 교리에 대해 "그 귀결은 천국, 지옥의 설로 사람들을 겁주어 유혹하고, 사람이 죽어도 정령(精靈)은 불멸하는 것이므로 하나님이 사람이 죽기를 기다렸다가 상벌을 내린다는 것에 불과하다"고 규정하였다. 그는 그리스도교의 교리가 '천국, 지옥의 설로 사람들을 겁주어 유혹'한다며, 기독교에서 말하는 천국과 지옥을 사람들에 대한 일종의 공갈, 협박으로도 해석하였다.
영혼불멸설을 주장하는 마테오 리치는 죽을 때 소멸하는 것은 신체의 혼일 뿐 백이 아니라고 보며, "사람이 죽었다고 말하는 것은 혼이 죽었다는 말이 아니라 백이 죽었다는 말일 뿐이며, 인간의 몸이 죽었다는 말일 뿐이다."라고 말한다. 그에 대해 그는 혼은 형체에 의지해 있는 것이고, 형체가 이미 없어지면 흩어져 없어지는 것이다. 어찌하여 혼이 자립하여 실체가 될 수 있겠는가?라며 의문을 제기하였다.
좋은 일을 한다 해서 사후에 천당에 오른다는 보장이 없다고 보았다. 더욱이 하느님을 믿어야만 천당에 갈 수 있다는 것을 두고 하느님이 모든 인간을 사랑하지 않는, 차별적인 시혜를 베푸는 하느님이라고 비판하기도 했다. 영언려작의 서문에서도 강조하는 '천상에 변함없이 있는 복'이란 사람이 죽은 뒤에 영혼이 불멸하여 선한 사람이 천당에 오른다는 것을 의미한다고 보았다.
그는 천당과 지옥을 논하는 것이 공허한 공론이라 보았다. 그는 '스스로 즐거운 곳에 있으니, 군자의 마음은 어느 때나 편안하고, 순조롭게 대하여 살고 죽는 것에 대 해 근심을 하는 일이 없다"고 하여, 죽음을 두려워하고 근심하는 그리스도교의 태도와 유교의 당당한 사생관을 대비시켰다.
사후세계 역시 현실을 망각하거나, 현실에서 이탈하려는 행동으로 보아다. 그는 유교에서 가르치는 것이 일상의 규범인 사친, 사군에 대한 일인데 반해 천주교의 가르침은 하늘의 복, 천상의 복을 구하는 것만을 옳게 여겨서 사친, 사군 등 일상의 도리를 저버리게 되는 것이라고 대비하였다. 따라서 이것은 "윤리를 업신여기고 이치를 어그러뜨리는 것이며, 사사로움을 따르고 이익을 바라는데 머무는 것이니 어찌 심히 미워할 것이 아니겠는가. ... 저들이 학문하는 방법은 오로지 자기 복을 구하는데서 나왔으니, 그것은 역시 불성(不誠)함이 심하며, 오로지 사사로운 이욕으로 마음을 삼는 것이다"라고 비판했다. 그는 사후에도 인간의 영혼이 지각능력이 있는가, 감각능력이 있는가에 대해서도 의문을 제기하였다. 그러한 기능이 없다면 천국에 가서 좋은 것을 어떻게 느끼고, 지옥에 가서 고통을 어떻게 느끼느냐는 것이다.
천주교에서의 인간의 영혼은 생혼과 각혼을 내포하고 있다가 죽은 뒤에는 생혼과 각혼은 소멸되어 기능이 정지되지만, 영혼은 불멸한다는 주장에 대해서도 반박하였다. 신후담은 "생혼과 각혼을 쓰지 않는다면, 비록 불멸한다 하더라도 소멸된 것과 다르지 않다. 비록 천당의 즐거움이 있더라도 반드시 그 즐거움을 깨닭을 수 없을 것이며, 비록 지옥의 괴로움이 있더라도 그 괴로움을 깨닭을 수 없을 것이다"라고 하여 혼의 가장 기본적 기능을 지각이나 의지로 보고, 그에 따라 죽음과 더불어 혼의 기능은 정지된 것으로 봤다. 또한 사후 세계의 실용성에도 의혹을 제기하였다. 사후 세계와 천당과 지옥이 현실 생활에 어떠한 이익을 주는가를 의문점으로 제기하였다.

### 영혼에 대한 관점
그는 영혼은 육체에 의존하여 존재하는 것으로 보았다. 천주교에서 영혼은 인간의 바깥으로 드러난 형체의 모상인 외모가 아니라, 인간의 안에 존재하는 실체의 모상인 체모라고 한 데 대해, 신후담은 "형체가 있은 다음에 혼이 있는 것이지, 먼저 혼이 있고 이 혼의 모상에 의지하는 것이 형체가 되는 것은 아니다 라고 하여, 혼이 체모(體模)가 될 수 없다고 부정하였다. 그는 영혼이 실제 존재한다고 해도 인간이 죽으면 소멸하여 느낌, 자각을 할 수 있는가에 의문을 제기하였다.
혼이 신체적인 것을 초월한 존재로 보는 종교의 입장과 달리, 신체적인 것에 의존하는 존재라고 보는 성리학적 인식을 따른 것이다.
사람이 먼저 태어남에는 먼저 형체가 있고 그 다음에 양기가 와서 붙어 혼이 된다고 하고 혼은 형체의 기와 이질적인 실체가 아니라 기의 한 요소라고 하여, 혼의 독립적 실체성을 거부하였다.
그는 영혼의 존재가 실체규명이 불가능, 불분명하며 죽은 뒤에 혼은 흩어지고, 몸은 땅에 들어가 썩어서 소멸한다고 보았다. 신후담은 주역의 귀신생사설을 근거로 "사람이 태어남은 음(精)과 양(氣)가 모여서 개체를 이루고 죽게 되면 혼은 날아가고 백은 내려가서 흩어져 변하게 되니, 변하게 되면 존재하는 것도 없어진다.고 하였다. 따라서 사후에 어떤 자각을 하거나 느낀다는 것 자체가 불가능하다고 보았다. 영혼이 존재한다고 해도 그것이 다른 세계에 가서 복과 안녕을 누린다는 것은 허황된 공상으로 봤다.

### 태극과 도덕성의 개념
마테오 리치는 천주실의에서 천주(하느님)을 유교 경전의 '상제'나 '천(하늘)'과 일치시키면서 송나라 성리학의 태극이나 리의 궁극적 실재성을 부정하였다.
신후담은 상제를 공경하여 제사를 드리지만, 태극을 공경하여 제사를 드리지 않는다는 사실을 지적, 태극이 만물의 시조가 될 수 없다는 마테오 리치의 지적을 반박하였다. 신후담은 "태극이란 그 이치는 실재 존재하지만 그 자리는 비어 있다. 상제가 하늘에서 주재하여 정해진 자리가 있는 것과는 같지 않으니, 공경하는 의례를 베풀 수 있는 곳이 없다."고 하여 상제는 주재하는 역할과 하늘에 있는 자리를 갖추고 있지만, 태극은 이치로서 자리가 없으므로 '이치'(理)와 '자리'(位)라는 조건에서 양자의 차이가 있음을 밝힌다.
신후담은 상제(하늘)와 태극의 관계를 성인과 도덕의 관계로 비유하여, "사람이 요, 순, 공자, 맹자를 높이는 것은 그 도덕이 높고 두텁기 때문이나, 도덕을 높이 받드는 사람이 있다는 말은 못 들었다."고 하였다. 곧 성인에게는 실제 자리가 있여서 제사를 드리지만, 도덕은 자리가 없으니 제사를 드리지 않는다.고 하였다. 신후담은 태극과 도덕성은 존재하고 작용하지만, 모양이 정해진 어떤 형태, 형상화된 존재는 아니기에 태극과 도덕을 존경하거나 숭배하지는 않는다고 보았다. 태극과 도덕 그 자체는 형태가 없지만 도덕적인 인간은 존경받는다고 보았다. 그는 도덕성은 인간의 내면에서 작용하는 것이고 영향을 주지만, 도덕성이 그 자체로 어떤 형상을 하거나 스스로 움직여서 영향을 미치는 것은 아니다. 그러나 도덕, 도덕성이라는 것이 없는 것은 아니라고 보았다.
마테오 리치는 리가 인심이나 사물에 있다는 것은 리가 사물의 뒤에 존재하는 것은 리가 사물의 뒤에 존재하는 것이므로 사물의 근원이 될 수 없다고 하여, 리理를 사물의 속성으로 규정하였다. 이에 대해 신후담은 "리와 사물은 애초에 기르고 나누어 두 가지로 삼을 수 없는 것이니, 이제 이것으로 理가 사물을 벗어나지 않는다면 옳지만, 만약 이 사물에 앞서서 이 사물이 되는 리가 없다고 하면, 이 사물이란 어디에서 나오는 것이랴?"라고 하여, 리는 사물에 내재하면서 사물의 존재근원으로 보았다. 그는 인간이 태어나지 않더라도 그 전에 살던 인간에게는 도덕성과 판단력이라는 것이 있었으니, 이는 인간이 없어도 존재하는 개념으로 보았다.

### 인신 동일론
그는 태극의 허령불매한 자기자각성으로서의 심은 천지의 심이고 성인의 심이며, 이것이 상제다. 이 심에서는 천과 인이 하나다. 신후담은 서학이 인간과 신을 별개의 실체로 놓는 것은 이와 같은 인간 심의 허령한 본성을 간과하기 때문이라고 본다.
| “ | 아니마의 학문(천주교의 영혼론)은 심성의 이치에 따르는 것이 아니며, 하늘과 사람이 꼭 맞아 들어가는 묘함을 살피지 못한 것이다. | ” |

그는 인간의 마음이 곧 신의 마음이고 성인의 마음이며, 인간의 정신을 수양해야 되는 이유를 인간과 신이 동일한 존재라는 것에서 도출해냈다.

### 창조론 비판
그는 하느님이 천지만물을 창조했다는 구약성서의 내용이 허황되다고 비판했다. 신후담은 집이 저절로 지어지는 것이 아니라 목수의 제작에 의하여 이루어진다는 비유로 천지의 개벽을 설명할 수는 없다고 하면서, 천지는 태극(眞)에 근원하고 음양(實)에서 이루어지는 것이라는 자연의 생성질서를 반론으로 제시하였다. 여기서 신후담은 상제(하느님)도 천지가 형성된 다음에 생겨나 주재한다 하고, 마치 사람이 태어난 다음에 육신을 주제하지만 마음이 육신을 제작할 수는 없는 것과 같다고 비유하여 창조설을 거부하였다.

### 기독교와 불교 비교
신후담은 기독교가 영혼불멸론, 천국지옥을 불교와 동일하거나, 불교의 아류로 보았다. 그는 천주교 교리에서 말하는 천당지옥설과 정령불멸설은 유교에서는 없는 불교의 설이라 지적하였다. 그는 "천주교가 불교와 다른 것이 무엇인지, 우리 유교와 같은 것은 무엇인지 나는 모르겠다."고 하였다. 그리스도교 비판에 앞서 그는 삼봉 정도전의 《불씨잡변》을 통독, 완독하였다. 그는 그리스도교에서 말하는 영혼이나 사후세계, 천당 지옥론은 불교의 그것과 다를바 없는 허위, 혹세무민으로 보았다.
그는 또 그리스도교 자체가 '불교의 자질구레한 설을 주워 모아서 오히려 불교를 배척하는 명목을 삼으니, 마테오 리치 등은 유교의 죄인일 뿐만 아니라 불교의 역적이다.'라 하였다. 마테오 리치가 제시하는 천주교의 입장이 유교와 일치를 주장하지만 유교와 다르고, 불교를 배척하지만 불교와 같음을 강조하였다.
그는 천주교의 '천당지옥설'과 '영혼 불멸설'과 더불어 '동정을 지킴'과 '세속(세상)과 인연'을 끊음은 불교와 같고, 천주교에서 세상 사람을 교화하기 위해 돌아다니는 것은 불교의 '권선'(權善)과 같고, 천주교의 미사첨례는 불교의 정례(丁+貞禮)와 같고, 천주교에서 세간의 복락(福樂)을 버리고 산골짝에 은둔하여 수도하는 것은 불교의 출가와 같고, 천주교에서 죄를 뉘우치는 의례는 불교의 참죄와 같다고 하는 등, 천주교와 불교가 서로 유사한 점을 열거하였다. 그만큼 그는 천주교 교리의 전반적 성격을 불교와 동일시하였다. 그는 현실에서 죄를 짓고도 처벌받지 않는 흉악무도한 악인들이 처벌받지 않고 잘먹고 잘사는 것은 분노할 일이지만, 죽어서 이들이 처벌받는다는 확실한 증거를 제시 못한다며 사회정의의 해결책이 될수 없다고 비판했다.
신후담은 또 천주교 교리에 대해서 "대부분이 불교의 남은 부스러기들을 본받아서 서술하였으니, 그 식견의 비루함이 불교보다 열등하다" 하고, "이런 설명들은 불교보다도 더더욱 천박하니 어찌 사람을 속일 만 하겠는가? 스스로 그 허황됨을 드러낼 다름이다."라고 하여, 천주교를 불교의 아류로서 불교보다 더욱 열등한 것이라고 규정하였다. 일부 남인은 보유론을 주장하여, 기독교의 교리가 유교를 보완한다고 주장하였다. 그러나 남인 내 신후담과 그의 문하생들은 사후세계관, 천국지옥, 영혼의 존재 등은 불교나 미신, 혹세무민, 협박이라며 반박하였다.

### 이(理)의 존재에 대한 관점
마테오 리치는 사물이 존재하기 이전에 공허(空虛)의 상태에서는 '이理'가 의존할 수 없어서 떨어지고 말 것이라 하여 사물에 앞서서 리가 존재할 수 없음을 밝혔다. 이에 대해 신후담은 나무와 돌처럼 형태가 있는 사물과 달리 리는 무형, 형태가 없는 것이므로 하늘이나 빈 공간에서 떨어질 염려가 없음을 강조하고, 하늘과 땅이 형성된 뒤에도 하늘과 땅 사이에 빈 공간이 있지만, 리는 어디에나 있으며 떨어질 리가 없음을 지적하였다.
마테오 리치는 리가 영(靈, 이성 능력), 각(覺, 지각 능력)과 명의(明議, 도덕적 판단력) 등이 있는 혼과 신(神)의 부류가 아니라면 자신에게 없는 것(영각, 명의)을 사물에게 베풀 수 없다고 하여, 리가 영각이 있는 존재의 근원이 될 수 없는 것이라고 언급하였다. 이가 영혼과 귀신의 종류가 아니라면 다른 생명체나 사물에 영향을 주지 못한다는 것이다. 이에 대해 신후담은 사물이 영하고 각할 수 있는 것은 기(氣)가 하는 것이요, 그 영하고 각하는 근거를 미루어 가면 곧 리(理)이다."라고 하여 영과 각을 하는 기(氣)의 작용의 근거로서 리의 근원성을 재확인하고 있다.

### 독서에 대한 관점
그는 젊어서 안정복을 만나 독서하는 방법에 대해 토론하였다. 그때 그는 "성인과 현자의 글은 만 번 정도 읽어야 비로소 의미를 깨닭을 수 있다."고 하였다.
예를 들면, 백 아름쯤 되는 나무를 베고자 한다면 반드시 큰 도끼로 찍은 다음에야 나무를 얻을 수 있다. 성현의 말이 담고 있는 의미와 이치는 큰 나무와도 비교할 수 없을 정도로 심오하다. 그러므로 반드시 많이 읽은 후에야 대략이나마 그 뜻을 알 수 있을 뿐이다. 그런데도 요즘 사람들은 독서의 어려움을 견뎌내지 못하고, 한두 번 대충 훑어본 다음 스스로 안다고 한다. 그러나 글의 참 뜻을 얻지 못했다는 것을 말할 필요도 없다. 이것은 자그마한 낫으로 큰 나무를 베다가 겨우 나무껍질을 벗겼을 뿐인데, 나무를 모두 베었다고 중단하는 것과 똑같은 행동이다."라고 하였다. 그는 최대한 많이 읽어봐야만 그 뜻을 어느정도 이해할 수 있을 것이라고 보았다.

### 그리스도교의 배타성에 대한 비판
인간과 천주를 근본적으로 다른 존재로 간주함으로써 인간이 천주를 알 수 없다고 하는 것도 문제이지만, 신후담이 보기에 더 심각한 문제는 천주에 대한 불가지성(또는 불가시성)을 주장하면서도 그들 자신만은 하느님에 대해 알고 있다고 설파한 것이다. 그는 이러한 기독교의 교리를 오만으로 해석하였다.
또한 다른 지역의 다른 종교에 대해서는 인간의 지혜가 신에 미칠 수 없으므로 다 인간의 헛된 생각이고 미신일 뿐이라고 간주하면서, 유독 자신들의 종교에 대해서만 하느님을 바로 안 것이라고 주장하는 것은 지독한 독단이며 자기모순이라는 것이다.
| “ | 진광(眞光:초자연의 빛)은 리(理) 위에 있다고 이미 말하니 리로써 따질 수 있는 것이 아니다. 리로 따질 수 없는 것에 대해 어떻게 그것의 유무를 증험할 수 있는지 알 수 없다. 더구나 그들의 말대로 사람의 지견(知見)이 미치지 않는 것이라면 서양 선비들도 틀림없이 사람이어서 그 알지 못하기는 분명히 우리와 마찬가지일 텐데, 오히려 억지로 그에 대해 말하는 것은 어째서인가? 대개 리로 따질 수 없는 것은 그 자신도 알 수 없는 것일 텐데, 입으로는 말하고 글로 써서 천하의 사람들로 하여금 그 설을 믿게 하고 그 도를 따르고자 원하니, 그 역시 딱한 일이다. | ” |

유교 외에도 불교나 도교에도 진리가 있을 수 있으며 어느 한가지 만이 진리는 아니라는 허목의 보편적 진리 사상 측면에 입각하여 기독교의 구원론을 비판하였다. 그는 또 현실이 아닌 다른 세상에서 복을 찾는다는 것도 허황된 생각으로 보았다. 자칫 현실문제를 회피, 외면하는 것으로 전락할 수 있다고도 봤다.

### 교육에 대한 관점
줄리오 알레니(Giulio Aleni)는 서양의 초등교육, 중학교 과정, 고등학교 과정의 교육을 한자로 의역해서 동양에 소개하였다. 또한 대학교 과정을 설명, 의과 대학, 치과, 교육과, 윤리학과 등이 있다고 설명했다. 알레니가 치과(治科)라고 설명한 것은 치아 치과가 아닌 정치학, 행정학, 법학 등을 소개한 것이었다.
알레니는 직방외기를 통해 서양의 교육 제도를 설명했고, 신후담은 이 부분도 비판하였다. 신후담은 이런 서양의 교육제도가 도덕적 교양을 기르는 데 중점을 두는 교육과는 어긋난 것으로 잘못된 것이라고 지적하였다. 또, 의학이란 일종의 기술에 속하는 것으로, 다른 분야와 함께 논할 것이 아니라고도 지적하였다.

### 여성, 아이 교육
그는 부인들과 어린아이들은 다루기가 어렵다고 했으나, 여성, 아이들을 대상으로 한 《내교(內敎)》, 《유의(幼儀)》를 직접 지어 집안의 여성과 아이들을 직접 가르쳤다. 내교와 유의는 《소학》을 참고로 하여 지었다.

### 복고적 원시유학
신후담은 주자학(朱子學)을 배격하지 않으면서도 주자를 넘어 복고적 선진유학(先秦儒學)에 몰입한 인물로, 유학 경서(經書)를 통해 실득(實得)을 발견하고 동시에 그것을 실천한다는 태도를 취했다는 점에서 한마디로 궁경실학자(窮經實學者)에 가깝다. 그러면서도 주자의 우주관과 중화주의적 지리관(地理觀)을 부분적으로 수용, 고수하는 시각을 보였다. 그런가 하면 그는 유교 사상의 우월성을 확신하여 실학의 실천 방법을 정통유학에서 찾았기 때문에, 18세기 후반 서양 문물의 유입과 사회 변화에 대해서도 상당히 보수적이었다.

## 평가
근기(近畿) 지역에 거주하면서 일생을 학문 탐구에 주력해 18세기 문학, 사상사에 뚜렷한 발자취를 남겼다.
현실적 좌절과 신체적 병약을 딛고 20대 초반부터 일관되게 학문에 몰두하고 학문적 성취를 이뤘으며, 100여권에 이르는 방대한 저술을 집필한 바 있다. 한국의 문학, 사상사에서 손꼽히는 다독가이자 저술가 중 한 사람으로, 현재 그 100여권 가운데 절반 정도의 저술이 남아 있다.
향산 이만도는 인륜을 저버린 예수를 물리쳤다며, 그가 앞을 내다본 안목과 도를 지킨 공로가 있다 하였다. 이만도는 "저 야소(耶蘇 예수)가 인륜을 저버린 것과 이마두(利瑪竇 마테오 리치)가 이치를 그르친 것은 진실로 대중을 미혹시키기에 부족하지만, 그들의 설이 괴상망측하기 때문에 재주가 뛰어난 자들이 항상 그 해독에 걸려드는 경우가 많았다. 그런데 하늘의 징벌이 아직 행해지기 전에 공이 홀로 변론하여 물리쳤으니 공이 앞을 내다본 안목과 도를 보위한 공로가 또한 어떠한가(彼邪蘓之蔑倫 琍瑪之錯理 固不足惑衆. 而以其爲說 誕詭不測. 故才高者往往多中其毒. 方其天討未行之前 公獨辭而闢之. 先見之明衛道之功 又何如哉)"라 하였다.

## 기타
스승인 성호 이익은 그의 아들에게 성(人+成)이라는 이름과 성경(成卿)이라는 자를 지어 주었다. 그는 자신의 아들 중 한명이 관례를 치르자 스승 성호이익을 찾아가 이름과 자를 지어줄 것을 부탁하였다.

## 가족 관계
승정원일기에는 1794년 진사시 합격자 신승과 1795년 유학 신신이 다른 인물로 나타난다.
- 친 할아버지 : 신지일(慎之逸, 1653년 ~ 1703년 12월 16일), 아버지 신구중의 생부, 신승복의 7대손
- 친 할머니 : 교하노씨(交河盧氏, ? ~ ?년 4월 25일), 노필득(盧必得)의 딸
  - 백부 : 신만적(慎萬迪)
  - 중부 : 신만길(慎萬吉)
  - 숙부 : 신만중(慎萬重)
- 양 할아버지 : 신휘오(慎徽五, 1660년 10월 20일 ~ 1716년 5월 18일), 아버지 신구중의 양부, 신승복의 동생 신승선의 7대손
- 양 할머니 : 파평윤씨(坡平尹氏, 1654년 7월 15일 ~ 1696년 4월 15일), 통덕랑 윤횡의 딸
- 양 할머니 : 전주이씨(全州李氏, 1680년 10월 20일 ~ 1756년 1월 29일), 이대년(李大年)의 딸
  - 양 고모부 : 최시걸(崔時傑, 강릉인)
  - 아버지 : 신구중(慎九重, 1682년 11월 10일 ~ 1744년 7월 27일)
  - 어머니 : 우계 이씨(羽溪李氏, 1681년 3월 20일 ~ 1760년 4월 9일)
    - 동생 : 신후팽(慎後彭)
    - 동생 : 신후은(慎後恩, 초명은 신후함(愼後咸), 1715년 - ?)

  - 부인 : 동복오씨(同福吳氏, 1699년 5월 29일 ~ ?년 7월 21일) 오상억(吳尙億)의 딸, 오정원 증손녀
    - 아들 : 신려(慎儷, 1730년 5월 10일 ~ 1804년 3월 7일)
    - 며느리 : 전주이씨(? ~ 1819년 4월), 이기홍(李基弘)의 딸
      - 손자 : 신세사(慎世師, 1749년 ~ ?년 11월 6일)
      - 손부 : 문화류씨(? ~ ?년 2월 15일), 공조판서와 옥당을 지낸 류잠의 8대손 백화암 류박(百花庵 柳璞)의 딸

  - 부인 : 경주정씨(慶州鄭氏, ? ~ ?년 1월 1일), 정일(鄭鎰)의 딸
    - 아들 : 신풍(慎?)
    - 아들 : 신승(慎昇, 1748년 ~ ?)
    - 아들 : 신신(慎信, 1749년 ~ 1837년 1월 1일)
    - 며느리 : 창녕성씨(? ~ ?년 4월 6일), 생원 성일주(成日柱)의 딸
    - 사위 : 정광성(鄭光星)
    - 사위 : 조삼규(趙參逵)
- 외할아버지 : 이정관(李正觀, 1655년 ~ 1705년)
  - 외삼촌 : 이번(李番)
  - 외삼촌 : 이내(李來+田)
  - 외삼촌 : 이색(李嗇)

## 같이 보기
- 실학
- 성리학
- 반기독교주의
- 서학변
- 신수근
- 신승선
- 이익
- 안정복

## 참고 문헌
- 금장태, 《조선후기 유교와 서학》(서울대학교 출판부, 2003)
- 한자경, 《한국 철학의 맥》 (이화여자대학교 출판부, 2008)
- 최동희, 《신후담·안정복의 서학비판에 관한 연구》 (고려대학교, 1975)
- 한국교회사연구소, 《한국천주교회사, 논문선집 제1집》 (한국교회사연구소, 1976)
- 한우근, 《성호 이익 연구》 (한국학술정보, 1980)